# Tombe du marquis Yi de Zeng
La tombe du marquis Yi de Zeng est une tombe du Ve siècle av. J.-C. située près de la ville de Suizhou, sur le site de Leigudun en Chine.

## Le site et son contenu
Le Zeng est une petite principauté à l'époque des Royaumes combattants. Le « marquis » (Hou, 侯) Yi (chinois traditionnel : 乙) (inhumé en 433 av. J.-C.) est le défunt enterré de cette tombe spectaculaire.

### Organisation de la tombe
La tombe du marquis est découverte en septembre 1977 intact aux alentours de la ville de Suizhou (chinois traditionnel : 随州) dans la province du Hubei (湖北). À l'intérieur d'une fosse profonde de 13 m a été aménagée une sépulture en madriers. Parois et plafond de bois ont été recouverts d'argile fine et de charbon pour protéger la tombe et son contenu de l'humidité. Le puits, plus ou moins en forme de L globalement rectangulaire, est compartimenté en quatre pièces de manière bien précise formant une sorte de résidence post-mortem. La chambre Nord est une salle d'armes, la chambre Sud (9,75 × 4,75 mètres) un salon de musique, la chambre Est la chambre funéraire du défunt, la chambre Ouest peut-être un gynécée.
La compartimentation des pièces est caractéristique du début des Royaumes Combattants. Les compartiments ne sont pas totalement fermés, et on trouve de petites ouvertures aménagées à la base des murs. On peut imaginer qu'un élément, l'âme po du défunt par exemple (l'âme qui reste attachée au corps du défunt tandis que l'âme hun va monter vers le ciel et devenir un ancêtre bienveillant), circulait à l'intérieur par ces ouvertures. Ceci expliquerait que les plaisirs du défunt soient pris en compte, comme le montre l'immense carillon de la chambre Sud. C'est une véritable transition entre les tombes précédentes, répliques de l'environnement rituel, et une tombe qui est le reflet de la vie terrestre du défunt.

### Contenu de la tombe
Dans la chambre Nord, on trouve environ 4 500 armes dont, entre autres, des hallebardes, un arc, des flèches, des boucliers, ..., mais aussi des récipients pour le vin et des inventaires funéraires.
Dans la chambre Sud, on trouve un immense carillon de bronze, composé de 65 cloches, et un carillon de phonolites. C'est un mobilier plutôt rituel. Les carillons en bronze se développent vers le IXe siècle av. J.-C. et ne cesseront de se perfectionner jusqu'au VIIe - VIIIe siècle. Ils symbolisent la notion de divertissement par la musique dans la tombe. Les cloches de celui-ci sont toutes réalisées selon la même technique de fonte dans un moule segmenté. De plus,  la musique, liée à l'harmonie, est mise en avant dans la pensée confucéenne contemporaine. 
Dans la chambre Est, on trouve le cercueil du défunt et ceux de huit concubines, en plus d'armes et d'objets dont il se servait de son vivant. Le cercueil du marquis est constitué de plusieurs sarcophages emboîtés. C'est un espace plutôt privé. Parmi des milliers d’objets précieux trouvés dans la tombe, le cercueil en laque est sans doute le plus surprenant.
Dans la chambre Ouest, on trouve les cercueils de treize musiciennes et danseuses (des adolescentes), ainsi que le squelette d'un chien, des objets laqués, des poteries, ...
Parmi les bronzes les plus importants de cette tombe, on trouve un récipient zun-pan, composé d'un vase et d'un bassin à ablution. Ce sont des vases extrêmement chargés de motifs serpentins fourmillants, caractéristique du royaume de Chu où ils ont peut-être été fondus (à la cire perdue) avant d'être offerts au grand-père puis au père du marquis. Ils répondent en tout cas à un mode et un niveau de vie identiques à ceux du vivant du défunt, et sont là pour satisfaire ses besoins dans l'au-delà.

### L’art et le style du cercueil
Ce cercueil est orné de motifs magnifiques en laque, tels que l’oiseau, le serpent, le dragon, le phénix, la grue, le poisson, etc. En plus, les créatures fantastiques occupent une place importante dans l’ornement. Certaines d’entre elles sont représentées avec un buste d’homme et un corps d’oiseau, certaines avec une tête d’animal et un corps d’homme. Elles tiennent toutes une arme en main. On les considère comme les protecteurs de l’âme.
Ce style artistique rappelle celui du Royaume de Chu (楚) qui est célèbre pour son imagination, sa naïveté et son ardeur.  
Le cercueil se particularise aussi par sa couleur expressive : le rouge et le noir. Le contraste des deux couleurs illustre à la fois la simplicité et le luxe.  
Il existe une petite porte d’un côté du cercueil qui permet de faire aller et venir l’âme du marquis.

## Royaume de Chu 楚
Succédant aux dynasties des Zhous occidentaux, le Royaume de Chu se trouvait à la période des Royaumes combattants (475-221 av. J.-C.). Sous les Chu, l’art de la guerre et celui des rituels étaient les deux choses capitales et avaient une importance inimaginable. Pour entrer dans l’éternité, tous les propriétaires de classe supérieure exigeaient des artisans d’apporter tous les soins à orner leurs cimetières.